# Cooperativa de Transporte de Paysandú
La Cooperativa de Transporte de Paysandú (COPAY) es una cooperativa de transporte de pasajeros de Uruguay, brinda el servicio de transporte urbano en Paysandú, e interdepartamental en otras regiones del país.

## Fundación
La Cooperativa de Transporte de Paysandú fue fundada el 5 de marzo de 1953 por funcionarios y trabajadores empresa ERSA, quienes obtuvieron el apoyo del Dr. Pablo Zunin, como representante del gobierno departamental. La integraban veinte socios los cuales cumplían funciones de conductores, mecánicos y de administración. Contaba con trece ómnibus de los cuales sólo funcionaban siete, los cuales cubrían el servicio urbano. La misma comenzó sus actividades uniendo distintos puntos del departamento de Paysandú, aunque posteriormente uniría dicho departamento con los departamentos de Río Negro y Tacuarembó 
En los años setenta, y al inaugurarse el puente binacional Paysandú - Colón, la misma comenzó a brindar el primer servicio de transporte por carretera entre Uruguay y Argentina. 
En los años ochenta comenzó con el servicio interdepartamental, uniendo Paysandú con Montevideo.
Su gestión ha sido subsidiada por la Intendencia de Paysandú y por el Ministerio de Transporte y de Obras Públicas, lo cual le permite brindar además del transporte gratuito a estudiantes, abaratar el precio del boleto para jubilados y pensionistas, así como también el pago de cuotas por la renovación de su flota.

## Servicios

### Urbanos
El trazado de sus recorridos urbanos es coordinado en conjunto con la Intendencia de Paysandú así como también con organismos públicos,uno de esos ejemplos es el acceso que tienen los estudiantes a la Estación Experimental "Mario A. Cassinoni", dependiente de la Facultad de Agronomía
| Línea | Recorrido                           |
| ----- | ----------------------------------- |
| 101   | Barrio Obrero - Aduana              |
| 102   | Bella Vista - Independencia y Chaín |
| 103   | Zona Industrial - Cementerio        |
| 104   | Nuevo Paysandú - IC 23              |
| 105   | Terminal - Casa Blanca              |
| 106   | Agronomía - Aduana                  |
| 107   | Barrio Santa Elena - Hospital       |
| 101   | Mevir Paysandú - Centro             |
| 109   | Barrio Chaplin - Av. Soriano        |
| 110   | Barrio Norte - Centro               |

} 

### Interdepartamental
- Paysandú - Montevideo
- Montevideo - Paysandú
- Paysandú - Rivera (Por Tacuarembó)
- Rivera - Paysandú (Por Tacuarembó)
- Paysandú - Guichón - Tacuarembó
- Tacuarembó - Guichón - Paysandú
- Paysandú - Tacuarembó
- Tacuarembó - Paysandú
- Rivera - Tacuarembó
- Tambores - Tacuarembó
- Paysandú - Cerro Chato - Paysandú[7]
- Paysandú - Punta del Este

### Internacional
- Paysandú - Colón - Concepción del Uruguay
- Concepción del Uruguay - Colón - Paysandú

## Tarifas
Los estudiantes escolares y liceales reciben hasta cincuenta boletos - abonos mensuales gratuitos, durante el período de clases, para trasladarse desde sus hogares a los centros educativos, de acuerdo al decreto nacional 397/2011, el cual es subsidiado por el Ministerio de Transporte y Obras Públicas, mediante el aporte de $ 250.000 mensuales.

## Flota
Cuenta con un total de 30 ómnibus para el uso urbano.
Y también cuenta con un total de 26 ómnibus para sus líneas interdepartamentales